# Лі Ин Кьон (хокеїстка на траві)
Лі Ин Кьон (10 листопада 1972) — південнокорейська хокеїстка на траві.
Срібна призерка Олімпійських Ігор 1996 року, учасниця 1992 року.
Переможниця Азійських ігор 1994 року.